# Daniel Luque
Daniel Ruffo Luque (Gerena, Sevilla, 21 de noviembre de 1988) es un torero español.

## La Luquesina
En 2009, en Nimes, durante la última corrida de toros en el ciclo de la cosecha, cortó 2 orejas y el rabo al último toro de Valdefresno e inventó un nuevo pase: "la luquesina" (serie de pases con cambios de mano detrás de la espalda).

## Carrera profesional
Debutó con picadores en Cortes de la Frontera (Málaga) el 19 de marzo de 2005 junto a Roque Garijo y Javier Bernal con toros de Soto de la Fuente cortando el máximo trofeos posibles, 4 orejas y 2 rabos.
El 23 de julio de 2006 se presentó en Las Ventas junto con Emilio de Justo y Salvador Fuentes con toros de Buenavista.
Tomó la alternativa en Nimes el 24 de mayo de 2007 teniendo de padrino a El Juli y de testigo a Sebastián Castella con toros de El Pilar cortando 2 orejas.
Confirma la alternativa en Madrid el 5 de junio de 2008 teniendo de padrino a Javier Conde y de testigo a José Tomás.
Confirmó alternativa el 22 de diciembre de 2009 en México teniendo de padrino a Guillermo Capetillo y de testigo a José Luis Angelino.
Estuvo apoderado por Roberto Pilles hasta 2019 que rompieron.

### Temporada 2020
Triunfador de la feria de san Blas de Valdemorillo 2020 en la corrida de toros celébrada el  9 de febrero. Cortó tres orejas, dos al primer toro Cantor, con gran ovación en el arrastre, y una en al segundo Maestre, de la ganadería brava de Montalvo, con lo que abrió la puerta grande de la  plaza de Valdemorillo. La terna estuvo compuesta por Daniel Luque, Álvaro Lorenzo y López Simón.

## Estadísticas
- Temporada 2007: 20 corridas
- Temporada 2008: 38 festejos 59 orejas y 3 rabos
- Temporada 2009: 46 festejos 73 orejas 11 rabos y un indulto
- Temporada 2010: 66 festejo 86 orejas y 2 rabos
- Temporada 2011: 61 festejos 91 orejas cuatro rabos y dos indultos
- Temporada 2012: 42 festejos 41 orejas y 2 rabos
- Temporada 2013: 41 festejos 47 orejas y dos rabos
- Temporada 2014: 40 festejos 68 orejas cuatro rabos y un indulto
- Temporada 2015: 36 festejos 54 orejas
- Temporada 2016: 29 festejos 28 orejas
- Temporada 2017: 27 festejos 66 orejas y 4 rabos
- Temporada 2018: 23 festejos 28 orejas y un rabo
- Temporada 2019: 24 festejos 42 orejas y 3 rabos.[12]